# Norman Siegel
Norman Siegel, né le 21 novembre 1943 à New York, est le directeur, de 1985 à 2000, du New York Civil Liberties Union (en) (NYCLU), organisation new-yorkaise de défense de droits civils.
Il devait défendre Nafissatou Diallo, la victime présumée, au stade de la procédure pénale de l'affaire Dominique Strauss-Kahn avant de se rétracter.

## Biographie
Siegel est né le 21 novembre 1943 à Brooklyn, New York, de Benjamin et Sydelle Siegel. Il a trois frères et sœurs. Après avoir été diplômé de la New Utrecht High School, Siegel a fréquenté le Brooklyn College et la New York University School of Law avec Rudy Giuliani, qui deviendra plus tard maire de New York et adversaire fréquent de la NYCLU dans les salles d'audience.
Siegel a été directeur de terrain du NYCLU de 1973 à 1976, puis directeur exécutif de 1985 à 2000. Au début de sa carrière juridique, il a également travaillé pour MFY Legal Services et pour le Youth Citizenship Fund.
Depuis la fin de son travail à la NYCLU, Siegel est entré dans un cabinet privé et a représenté divers groupes d'activistes, dont RodStarz et G1 de Rebel Diaz, Critical Mass, des résidents luttant contre l'expansion de l'université Columbia et des familles contre la campagne de Rudy Giuliani pour la présidence des États-Unis en 2008. Il a également rédigé de nombreux articles d'opinion dans les principaux journaux de la ville de New York, tels que le New York Times, Newsday, le New York Daily News et le Amsterdam News. M. Siegel a enseigné à la New Utrecht High School de Brooklyn, à New York, et a siégé au conseil d'administration de nombreuses fondations.
En 2001, M. Siegel s'est présenté à l'élection du Public Advocate de la ville de New York et a perdu au second tour face à Betsy Gotbaum. En 2005, il s'est à nouveau présenté, mais n'a pas réussi non plus. Il s'est à nouveau présenté aux élections de 2009, perdant les primaires démocrates face à Bill de Blasio. En 2010, Siegel a négocié un accord avec la ville de New York, garantissant que les journalistes en ligne auraient accès aux accréditations de presse officielles.
En 2012, M. Siegel, ainsi que ses collègues Herbert Teitelbaum, Saralee Evans et Emily Jane Goodman, ont créé un nouveau cabinet d'avocats, Siegel Teitelbaum & Evans, LLP. Le cabinet s'occupe d'une grande variété de questions juridiques.
En 2014, M. Siegel a été cité dans le New York Times comme ayant déclaré que son cabinet d'avocats surveillerait la société de taxis SheTaxis pour détecter toute discrimination fondée sur le sexe et, le cas échéant, envisagerait de déposer une plainte à son encontre. La société permet aux femmes clientes de demander des femmes chauffeurs de taxi ; les parties doivent inclure une femme pour demander spécifiquement un chauffeur féminin. Une cliente est citée dans l'article comme disant qu'elle utilise le service de taxi pour éviter de monter avec des chauffeurs masculins « intimidants », en particulier tard le soir. Il est rapporté que Siegel avait précédemment soutenu l'opposition juridique aux salles de sport réservées aux femmes. Ces salles sont de plus en plus fréquentées par des femmes qui souhaitent faire de l'exercice sans craindre le harcèlement sexuel.
En 2015, Siegel s'est joint à YAFFED pour intenter une action en justice contre 40 yechivas, des écoles juives privées, pour études laïques inadéquates.